# Haldun Dormen
Haldun Dormen (5 de abril de 1928) é um ator e diretor de cinema, teatro e séries de televisão turco. É de descendência cipriota turca.

## Biografia
Seu pai, Sait Ömer Bey, era empresário cipriota, enquanto sua mãe, Nimet Rüştü Hanım, era filha de um pasha de Istambul. Sua família se estabeleceu em Şişli antes do primeiro aniversário de Dormen. Ele teve sua primeira experiência no teatro durante a adolescência na Galatasaray High School interpretando um personagem em uma peça intitulada 'Demirbank. Ele terminou sua educação na Robert High School. Aos oito anos de idade, seu pé esquerdo foi ferido devido a um acidente.
Por sua educação teatral, ele viajou para os Estados Unidos e estudou na Universidade de Yale. Por dois anos, ele trabalhou como ator e diretor em vários cinemas americanos. Ele se apresentou em 4 peças no Pasadena Playhouse, em Hollywood. Quando retornou a Istambul, entrou no palco Küçük Sahne sob a direção de Muhsin Ertuğrul e teve seu primeiro papel na frente do público turco com a peça  Cinayet Var.
Em 1981, ele conheceu Egemen Bostancı. Mais tarde, ele escreveu e dirigiu os musicais Hisseli Harikalar Kumpanyası e Şen Sazın Bülbülleri. Em 1984, com a insistência de Bostancı, ele restaurou seu teatro, o Dormen, e a organização continuou a operar por 17 anos. Durante esses anos, ela levou The Luxurious Life ao palco dos cinemas da cidade de Istambul com Gencay Gürün como produtor. Mais tarde, dirigiu a peça para a Ópera Esmirna e Mersim e o Teatro da cidade de Esquixequir.

## Filmografia
Ator:
- "Guzel Bir Gün İçin" (1965)
- "Hüdaverdi - Pırtık" (1971)
- "Bizimkiler" (1971)
- "Yorgun Savaşçı" (1979)
- "Gırgıriye" (1981)
- "Dadı" (série de televisão) (2001)[11]
- "Yeşil Işık" (2002)
- "Sayın Bakanım" (série de televisão) (2004)
- "Vuurzee" (série de televisão holandesa) (2005 - 2006/2009)
- "" Unutulmayanlar " (2006)

Diretor e produtor:
- "Guzel Bir Gün İçin" (1965)[8]
- " Bozuk Düzen" (1966)[8]